# Sándor Károlyi
Sándor (Alexander) Károlyi, född 1668, död 1743, var en ungersk militär och adelsman, från 1712 greve.
Károlyi slöt sig förolämpad av Wienhovet till Frans II Rákóczys uppror och spelade en stor roll i detta. 1711 försonade sig Károlyi dock med kejsaren genom freden i Szatmár, vilken faktiskt gjorde slut på upproret. Under den följande tiden var Károlyi en av Ungerns inflytelserikaste män och ett av dynastins främsta stöd. 1741 utnämndes han till fältmarskalk.